# آگوست لینرن

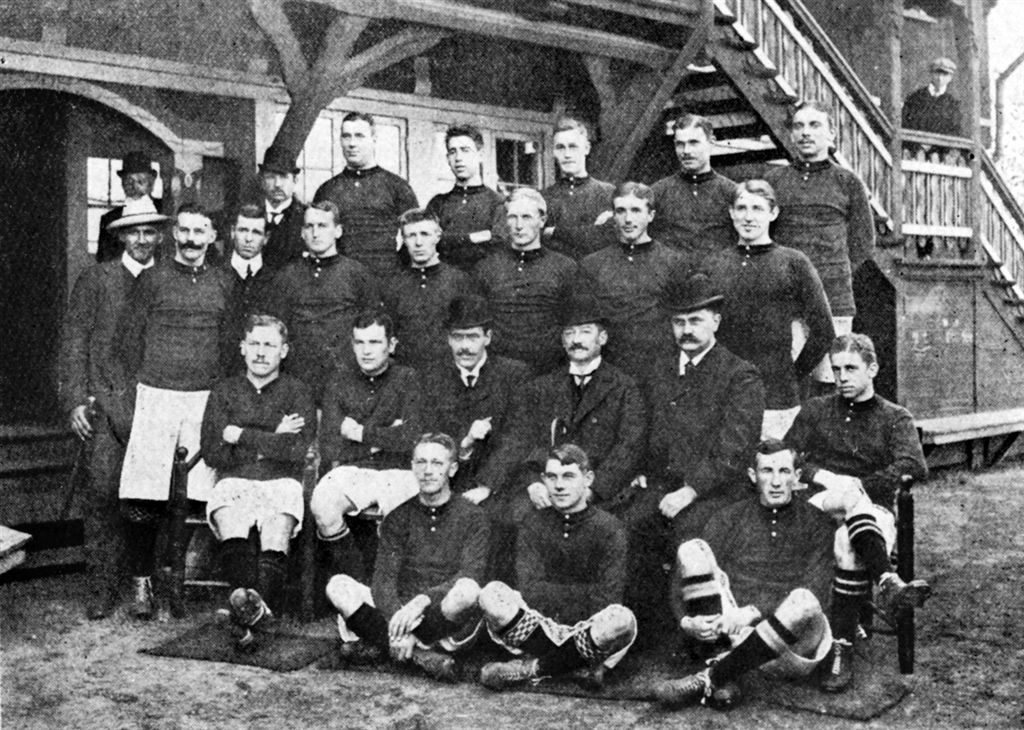
تیم ملی فوتبال دانمارک در المپیک ۱۹۰۸ لندن

آگوست لینرن (دانمارکی: August Lindgren; ۱ اوت ۱۸۸۳ – ۱ ژوئن ۱۹۴۵) بازیکن فوتبال اهل دانمارک بود.
وی به‌همراه تیم ملی فوتبال دانمارک به مدال نقره در بازی‌های المپیک تابستانی ۱۹۰۸ رسیده‌است.